# Bohlen (Naturschutzgebiet)
Das Naturschutzgebiet Bohlen liegt im Landkreis Saalfeld-Rudolstadt in Thüringen. Es erstreckt sich südlich von Köditz. Westlich des Gebietes verläuft die B 85 und fließt die Saale. 

## Bedeutung
Das 22,2 ha große Gebiet mit der NSG-Nr. 160 wurde im Jahr 1938 unter Naturschutz gestellt. 